# Нова Весь-Косьцерська
Нова Весь-Косьцерська (пол. Nowa Wieś Kościerska) — село в Польщі, у гміні Косьцежина Косьцерського повіту Поморського воєводства.
Населення — 334 особи (2011).
У 1975-1998 роках село належало до Гданського воєводства.

## Демографія
Демографічна структура станом на 31 березня 2011 року:
|          | Загалом | Допрацездатний вік | Працездатний вік | Постпрацездатний вік |
| -------- | ------- | ------------------ | ---------------- | -------------------- |
| Чоловіки | 175     | 49                 | 117              | 9                    |
| Жінки    | 159     | 49                 | 86               | 24                   |
| Разом    | 334     | 98                 | 203              | 33                   |